# Velika nagrada Belgije 1935
Velika nagrada Belgije 1935 je bila prva dirka Evropskega prvenstva v sezoni 1935. Potekala je 14. julija 1935. 

## Poročilo

### Pred dirko
To je bila prva dirka novoustanovljenega prvenstva. Auto Union se je še vedno posvečal izboljšavi motorja, zato niso nastopili. Pričakovano je bilo, da bo Scuderia Subalpina nastopila z novimi dirkalniki Maserati V8RI, ki so debitirali na nedavni dirki Grand Prix de la Marne, toda za moštvo nastopil je le Marcel Lehoux s starejšim dirkalnikom Maserati 8CM.

### Dirka
Lehoux, ki je bil najpočasnejši na prostih treningih je, izžrebal najboljši štartni položaj. V središču pozornosti je bil pod velikim pritiskom in je prehitro štartal, zato je moral takoj zavreti. Skozi Eau Rouge so ga ostali dirkači prehitevali tako po levi kot po desni. Povedel je Rudolf Caracciola, ki so mu sledili Jean-Pierre Wimille, René Dreyfus in Manfred von Brauchitsch. Von Brauchitsch je kmalu prehitel Dreyfusa in že napadal Wimilla, ki pa je odstopil v sedmem krogu zaradi okvare motorja, tako da je imel Mercedes trojno vodstvo. 
Von Brauchitsch je ob prihodu proti štartno-ciljni ravnini nenadoma upočasnil in zapeljal v bokse na menjavo svečk. Krog pozneje, v petnajstem krogu pa je odstopil zaradi okvare motorja. Po postankih v boksu se je Fagioli začel približevati vodilnemu Caraccioli in kmalu ga je tudi napadel. Fagioli je kmalu uspel prehiteti Nemca, ob tem pa mu je s pestjo jezno gestikuliral, ker ga je pred tem nekajkrat zaprl. Besni športni direktor Alfred Neubauer je poklical Fagiolija v bokse. Podobno kot na dirki Eifelrennen v prejšnji sezoni 1934, je ob postanku prišlo do prepira med Neubauerjev in Fagiolijem, ki ni želel več dirkati. Neubauer je moral poklicati von Brauchitscha, da je prevzel italijanov dirkalnik. Iz boksov je prišel na četrto mesto in kmalu začel loviti Louisa Chirona in Dreyfusa. Slednjega je kmalu tudi prehitel, ob tem pa je Francoz zapeljal v bokse, kjer je pojasnil, da je peljal preblizu von Brauchitschevega dirkalnika in s tem vhidoval hlape Mercedesovega posebnega goriva, zato ni več mogel dirkati, njegov dirkalnik je prevzel rezervni dirkač Attilio Marinoni. 
Von Brauchitsch je potreboval le še dva kroga, da je ujel in prehitel Chirona, pri tem sta se dirkalnika v ovinku Eau Rouge skoraj dotaknila. Nemec je nazadljeval z nizanjem hitrih krogov, toda nihče več ni mogel ogroziti Caracciole, ki je dosegel svojo četrto in moštveno sedmo zmago v sezoni. Von Brauchitsch je poskrbel za dvojno zmago nemškega moštva, popolnoma izčrpani Chiron pa je osvojil tretje mesto, nato pa se je le še zgrudil v Ferrarijevih boksih.

## Rezultati

### Štartna vrsta
| 1. vrsta |                   | 1. poz.                       |                 | 2. poz.            |                          |
|          |                   | Lehoux Maserati               |                 | Dreyfus Alfa Romeo |                          |
| 2. vrsta | 1. poz.           |                               | 2. poz.         |                    | 3. poz.                  |
|          | Chiron Alfa Romeo |                               | Wimille Bugatti |                    | Caracciola Mercedes-Benz |
| 3. vrsta |                   | 1. poz.                       |                 | 2. poz.            |                          |
|          |                   | von Brauchitsch Mercedes-Benz |                 | Taruffi Bugatti    |                          |
| 4. vrsta | 1. poz.           |                               | 2. poz.         |                    | 3. poz.                  |
|          | Sommer Alfa Romeo |                               | Benoist Bugatti |                    | Fagioli Mercedes-Benz    |

### Dirka
| Poz | Št | Dirkač                      | Moštvo                 | Dirkalnik          | Krogi | Čas/Odstop  | Št. m. | Toč |
| --- | -- | --------------------------- | ---------------------- | ------------------ | ----- | ----------- | ------ | --- |
| 1   | 2  | Rudolf Caracciola           | Daimler-Benz AG        | Mercedes-Benz W25B | 34    | 3:12:31     | 5      | 1   |
| 2   | 6  | Luigi Fagioli               | Daimler-Benz AG        | Mercedes-Benz W25B | 34    | +1:37       | 10     | 2   |
| 2   | 6  | Manfred von Brauchitsch     | Daimler-Benz AG        | Mercedes-Benz W25B | 34    | +1:37       | 10     |     |
| 3   | 14 | Louis Chiron                | Scuderia Ferrari       | Alfa Romeo Tipo B  | 34    | +2:16       | 3      | 3   |
| 4   | 16 | René Dreyfus                | Scuderia Ferrari       | Alfa Romeo Tipo B  | 34    | +5:23       | 2      | 4   |
| 4   | 16 | Attilio Marinoni            | Scuderia Ferrari       | Alfa Romeo Tipo B  | 34    | +5:23       | 2      |     |
| 5   | 8  | Robert Benoist              | Bugatti                | Bugatti T59        | 31    | + 3 Krogi   | 9      | 4   |
| 6   | 12 | Piero Taruffi               | Bugatti                | Bugatti T59        | 31    | +3 Krogi    | 7      | 4   |
| 7   | 20 | Marcel Lehoux               | Scuderia Villapadierna | Maserati 8CM       | 31    | + 3 Krogi   | 1      | 4   |
| Ods | 4  | Manfred von Brauchitsch     | Daimler-Benz AG        | Mercedes-Benz W25B | 15    | Motor       | 6      | 6   |
| Ods | 18 | Raymond Sommer              | Privatnik              | Alfa Romeo Tipo B  | 7     | Meh. okvara | 8      | 7   |
| Ods | 18 | Jean-Pierre Wimille         | Bugatti                | Bugatti T59        | 7     | Motor       | 4      | 7   |
| DNA | 22 | José María de Villapadierna | Scuderia Villapadierna | Maserati 8CM       |       |             |        | 8   |